# Коттоновская библиотека
Коттоновская библиотека (англ. Cotton library) — коллекция рукописей, начало формированию которой положил английский антиквар сэр Роберт Коттон (1571—1631). Собрание включало манускрипты, относящиеся преимущественно к англо-саксонской истории, но также и несколько ценнейших античных произведений, включая Коттоновский Генезис. Библиотекой Коттона пользовались Фрэнсис Бэкон, Уолтер Рэли и Джеймс Ашшер. В настоящее время она является частью Британской библиотеки.

## Формирование коллекции
Роберт Коттон происходил из семьи джентри и приобрёл антикварные интересы благодаря некоторым испытанным в молодости влияниям. Впервые он заинтересовался старинными манускриптами во время обучения в Вестминстерской школе Лондона, мастером которой был историк Уильям Кэмден, работавший в то время над своей книгой «Britannia». Продолжив образование в Джизус-колледже Кембриджского университета, Коттон стал учеником будущего епископа Лондонского и архиепископа Кентерберийского Ричарда Бэнкрофта. Бэнкрофт, не принадлежа к числу антикваров, был тем не менее увлечённым библиофилом. В 1588 году Коттон поступил в Миддл-Тэмпл, один из четырёх cудебных иннов, ряд членов которого стали основателями за несколько лет до того коллегии антикваров (College of Antiquaries). В том же 1588 году Коттон совершил первые приобретения рукописей: сборник исповеданий и покаяний середины X века, копию XV века «Универсальной хроники» Ранульфа Хигдена и компендиум, включающий трактат «О правлении государей» Эгидия Римского. В отличие от своих предшественников, антикваров ранней елизаветинской эпохи, таких как Джон Бейл и Мэттью Паркер, пополнявшими свои собрания за счёт распускаемых монастырей, Коттон и его современники приобретали рукописи у других коллекционеров, что делало их собрания более тщательно подобранными.
В 1590-х годах Коттон приобрёл рукописи из собрания барона Ламли. Псалтирь Веспасиана (Cotton Vespasian A I) VIII века, хранившаяся первой в шкафу под бюстом данного римского императора, датирована в каталоге 1599 годом. Постепенно библиотека Коттона начал приобретать характер важной институции в среде английских антикваров. В числе тех, кому он одалживал свои рукописи, был его покровитель граф Нортгемптон. В следующие 30 лет собрание росло впечатляющими темпами, в том числе за счёт подарков от антикваров Уильяма Ломбарда, Ричарда Кэрью, Уильяма Кэмдена и Артура Эгарда, а также парламентариев Эдварда Деринга и Джона Селдена. За пределами Лондона Коттон поддерживал отношения с ирландскими коллекционерами Джеймсом Ашшером и Джеймсом Уэйром. В масштабную торговлю рукописями было вовлечено множество разнообразных лиц, действовавших не всегда законно, благодаря чему информация о происхождении многих документов была утрачена.
Помимо древних рукописей, Коттон интересовался государственными архивами XVI—XVII веков. По его поручению Сципион Ле Скуйе (Scipio Le Squyer), чиновник Палаты шахматной доски, производил разыскания в архивах своего ведомства.
Составленный между 1621 и 1623 годами каталог начитывал более 400 рукописей. До конца жизни Коттон приобрёл ещё несколько крупных и важных коллекций. 80 рукописей, распроданных после смерти сэра Генри Сэвила (Henry Savile of Banke) в 1617 году, были записаны Коттоном позже. Также Коттону досталась часть библиотеки умершего в 1609 году оккультиста Джона Ди. В 1623 году он унаследовал большую часть библиотеки Кэмдена. Таким образом, к моменту своей смерти в 1631 году Роберт Коттон был обладателем более 900 рукописей, включая Евангелие из Линдисфарна (рубеж VIII века), Псалтирь Веспасиана, 5 из 7 сохранившихся экземпляров Англосаксонской хроники и другие до-нормандские рукописи.

## Современное состояние
В 1702 году внук сэра Роберта, сэр Джон Коттон, подарил библиотеку государству, положив таким образом основание Британской библиотеки. После принятия British Museum Act 1706 (6 Ann. c. 30), собрание было перевезено из разрушающейся усадьбы Коттонов сначала в Эссекс-хауз, а затем в Ашбёрнэм-хауз, считавшийся более пожаробезопасным. 23 октября 1731 года там произошёл пожар, в результате которого часть рукописей была утрачена. Среди прочего, была утрачена единственная сохранившееся рукопись поэмы «Молдонская битва». В 1753 году библиотека была передана Британскому музею. С 1973 года коллекция хранится в новом здании Британской библиотеки, но заведённая Коттоном классификация рукописей по римским императорам, исходя из того, в шкафу под каким бюстом они первоначально находились, сохраняется по сей день.